# Cambojiidae
Cambojiidae là một họ của Ctenophora thuộc bộ Cambojiida. Bộ này bao gồm một chi duy nhất, chi Cambodgia.
Chi:
- Cambodgia Dawydoff, 1946